# فيديريكو موسيني
فيديريكو موسيني (بالإيطالية: Federico Mussini)‏ مواليد 12 مارس 1996 في ريدجو إميليا، هو لاعب كرة سلة إيطالي بدأ مسيرته الاحترافية في سنة 2012 ويحمل الرقم 4. يبلغ طوله 6 قدم 1 بوصة (1.9 م). اعتزل اللعب في 2015.

## فرق لعب لها
- بالاكانسترو ريجيانا

## روابط خارجية
- فيديريكو موسيني على موقع الاتحاد الدولي لكرة السلة (الإنجليزية)
- فيديريكو موسيني على موقع كرة السلة الأوروبية.كوم (الإنجليزية)
- فيديريكو موسيني على موقع كلية كرة السلة في سبورتس رفرنس.كوم (الإنجليزية)
- فيديريكو موسيني على موقع ريلجم (الإنجليزية)
- فيديريكو موسيني على موقع بروبوليرز (الإنجليزية)
- فيديريكو موسيني على موقع سبورتس رفرنس (الإنجليزية)